# Iglesia de la Encarnación (Asunción)
La Iglesia de la Encarnación es un templo religioso de culto católico bajo la advocación mariana de Nuestra Señora de la Encarnación situado en una de las colinas de la ciudad de Asunción, capital del Paraguay.
El monumento posee un estilo romano-corintio, similar al de las catedrales europeas. Su construcción se inició en 1893 y estuvo a cargo del arquitecto italiano Juan Colombo.

## Estilo arquitectónico
El edificio no presenta características arquitectónicas similares a la del Paraguay, y tampoco puede enmarcarse dentro de un determinado estilo, ya que se encuentra inconcluso. Su diseño ostenta influencias externas, con respecto a la fachada, la torre, el campanario y las galerías laterales.
Su planta se identifica con la tipo basilical, la cual culmina en el altar mayor, y tiene influencias de varios periodos diferentes y de cambios de la topología dedicada al culto (ver arte sacro).
Por una parte, el templo dispone de un cuerpo y un ábside propia de la planta basilical paleocristiana, y por el otro, el crucero que recién aparece en la basílica constantiniana. Posee además, capillas laterales profundas, comunicadas entre sí, que aparecen en el periodo gótico.
Si bien sufrió cambios, éstos no cambiaron en nada su funcionalidad y espacialidad. Sin embargo, su planta es de cruz latina, con una nave central y cuatro laterales (dos a cada lado). Las naves laterales se encuentran separadas de la central por columnas trocónicas de base toscana y capitel campaniforme, y las laterales entre sí, por columnas empotradas a tercio.
Hacia el crucero, se ubican cuatro columnas unidas por arcos, las cuales sostiene el tambor con ayuda de pechinas. A su vez, el tambor sirve de arranque a la cúpula y cupulín que la corona. Dicho tambor posee 6 ventanas de estilo art déco. Las dos últimas naves conforman las 12 capillas con nichos que sirven de deambulatorio convergiendo en el ábside.
Su interior se halla iluminado por 41 de las 66 ventanas ubicadas en tres diferentes niveles, generados por las naves y 7 grandes puertas, tres en el acceso frontal, dos en el transepto y dos más en el punto medio de los muros laterales, teniendo así, accesos directos por tres lados, e indirectos, por la sacristía ubicada hacia el sur.

## Construcción e historia
La iglesia de la parroquia de la Encarnación tuvo la peculiaridad de haber tenido varios asentamientos previos al templo que hoy conocemos.
Primer asentamiento (1539-1543)
Data de 1539. Estaba ubicada en la barranca de la bahía. Según Félix de Azara, la edificó el capitán Domingo Martínez de Irala.
Segundo asentamiento (1543-1697)
Los relatos señalan que el gobernador Alvar Núñez Cabeza de Vaca ordenó la reedificación, en el lugar donde se hallaba anteriormente la casa fuerte.
Tercer asentamiento (1697-1797)
Por disposición del Cabildo del 26 de marzo de 1697 se dispuso su traslado a una cuadra de distancia, más o menos a la altura de la calle Palma, donde se ubicaba la capilla en ruinas levantada en homenaje a Santa Lucía.
Cuarto asentamiento (De 1797 a 1818)
Según los planos de Ramón de César de 1797, esta nueva iglesia con frente a la bahía se mudó sobre las calles La Encarnación (hoy 15 de agosto) y Presbítero Hernández (Palma).
Quinto asentamiento (De 1818 a 1889)
Debido al derrumbe en 1818 del cuarto asentamiento, la iglesia tuvo que trasladarse nuevamente al ex Convento de los Dominicos dado que dicha orden había sido expulsada por el Dr. Francia clausurando el convento y como en cualquier otro, el de los Dominicos se convirtió en cuartel, establecida en la Loma Kavará lugar donde se cree que se fundó el Fuerte de Asunción, en el patio que daba a la ribera existía un campo santo y ahí fueron sepultados varias figuras de la historia paraguaya como el mismo Dr. Francia o el expresidente Juan Bautista Gill. En la época de Carlos Antonio López este cuartel fue convertido en una iglesia moderna obra posiblemente hecha por el arquitecto Alessandro Ravizza y restauró la figura de la Encarnación, el templo fue perjudicado por un siniestro ocurrido en la mañana del 4 de enero de 1889, pero fue destruida completamente dos días después para trasladarla a su último asentamiento.
Estaba ubicada en las calles 15 de Agosto y la Avda. República y en la actualidad se encuentra la Plaza de los Comuneros.
Sexto asentamiento (1889 hasta la actualidad)
Quedó implantado sobre una de las siete colinas que forman la morfología de Asunción, la “Loma Volo Cue”.
Es su última y definitiva ubicación, sobre las calles Pilcomayo (hoy Eduardo Víctor Haedo), 14 de mayo, Humaitá.
La obra, está muy ligada a acontecimientos nacionales, también se convirtió en hospital de sangre durante la Guerra del Chaco (1932-1935). Además, es una de las dos únicas iglesias del país que cuentan con un órgano a tubos.

## Valor histórico
El edificio fue declarado "Monumento Histórico Nacional" por la Ley 53 del Poder Legislativo, en 1992, por la República del Paraguay. En la actualidad requiere de una restauración urgente.